# Heike Hennig
Pour les articles homonymes, voir Hennig.
Heike Hennig (née le 8 novembre 1966 à Leipzig) est une danseuse, chorégraphe et metteuse en scène allemande de la compagnie d'opéra et de danse Heike Hennig & Co.

## Biographie
Heike Hennig commence la danse à l’âge de cinq ans à Leipzig. En 1989, grâce à sa sortie illégale de l’ancienne République démocratique allemande, elle peut étudier la danse moderne, la chorégraphie et le « Body-Mind Centering » à Cologne et au Moving on Center - School for Participatory Arts and Research à Oakland (Californie) et aux États-Unis. Ensuite, Heike Hennig travaille au Brésil et au Portugal. En 1995, elle rentre à Leipzig, où elle travaille dès 1998 comme chorégraphe indépendante et professeur de danse. Heike Hennig transmet les contenus théoriques centrés sur le corps et le mouvement à l’école de danse Gret Palucca à Dresde, à l’Université de Leipzig et à la Hochschule für Grafik und Buchkunst à Leipzig. Elle offre aussi des ateliers interdisciplinaires incluant l'anatomie, la peinture et la chorégraphie. En 2000 Heike Hennig fonde avec Friedrich U. Minkus le FZTM (Forum de danse et de musique contemporaines) et l'ensemble Heike Hennig & Co à Leipzig. Comme metteur en scène elle développe de nombreuses pièces et projets artistiques interdisciplinaires sur beaucoup de scènes et institutions différents, entre autres à Leipzig, Berlin, Dresde et Weimar. Son équipe se compose de plus de 50 artistes de genres différents, des architectes jusqu’aux vidéastes.
En 2005 Heike Hennig crée la pièce de danse Zeit – tanzen seit 1927 à l'Opéra de Leipzig. Cette pièce de danse autobiographique est produite en 2007 comme documentaire Danse avec le temps (Tanz mit der Zeit) par le réalisateur néo-zélandais Trevor Peters. Le film est coproduit avec la ZDF et Arte et diffusée en 2008 dans les cinémas allemands, à la télévision et dans les festivals internationaux. Heike Hennig fait remonter les anciens danseurs de l’Oper Leipzig sur la scène. Ursula Cain, Christa Franze, Siegfried Prölß et Horst Dittmann, qui en ce moment ont à peu près 80 ans, content et dansent leurs histoires de danse et de vie, qui sont influencées par Mary Wigman, Dore Hoyer et Gret Palucca. Pendant le tournage est créée la pièce Zeitsprünge. Dans cette pièce de danse les protagonistes rencontrent leurs collègues plus jeunes de l’ensemble Heike Hennig & Co et DJ cfm. Les générations différentes se reconnaissent à travers leurs styles différents, de la danse expressionniste au contact improvisation et au ballet. Au printemps 2008 Marion Appelt publie Tanz mit der Zeit, livre préfacé par Renate Schmidt.
Pendant la saison 2008-2009 commence la coopération avec l’ensemble baroque Lautten Compagney de Berlin. Cette hybridité de genres interdisciplinaires, qui résulte en un opéra dansé, Les Rituels, dédié à George Frideric Handel à l’Opéra Leipzig et la production de Timeless au Neues Museum (Île aux Musées à Berlin), découvre des dimensions nouvelles pour l’opéra contemporain en Europe. La pièce tourne en Europe, au Deutsches Schauspielhaus (Hambourg), au Théâtre national allemand (Weimar), au Staatsschauspiel de Dresde, à Athènes, Nankin, Travnik, aux Goethe-Institut de Rome, Copenhague, Vadstena, Mantoue et d’autres villes. En 2009 Heike Hennig est invité pour enseigner au Canada, à l’Université de la Colombie-Britannique à Vancouver et à Kelowna, à l'Université Simon Fraser à Burnaby, comme maître de conférence.

### DVD
- Marion Appelt, Tanz mit der Zeit, Leipzig, Plöttner Verlag, 2008  (ISBN 978-3-938442-45-6)
- Trevor Peters : Tanz mit der Zeit, Berlin, Good Movies/Ventura, Indigo, 2009 (DVD 926328)
- Sebastian Göschel, « Estha », in Arbeit und Rhythmus, München, Wilhelm Fink, 2009  (ISBN 978-3-7705-4766-1)